# Любавський Матвій Кузьмич
Любавський Матвій Кузьмич (Кузьмович) (1 серпня 1860 — 22 листопада 1936) — російський історик. Професор (1901), академік АН СРСР (1929).

## Біографія
Народився в селі Большиє Можари Сапожковського повіту Рязанської губернії (нині село Сараївського району Рязанської області, РФ) в сім'ї сільського дяка. Від 1870 навчався в Сапожковському духовному училищі, з 1874 — у Рязанській духовній семінарії. По закінченні семінарії 1878 поступив на історико-філологічний факультет Московського університету. Відвідував семінари Василя Ключевского, Володимира Гер'є, Н.Попова. 1882 закінчив університет із золотою медаллю. За випускну роботу «Дворяне и дети боярские в Московском государстве» удостоєний премії ім. М.Ісакова. Був залишений в університеті для підготовки до професорського звання. Водночас працював у Московському архіві міністерства юстиції, досліджував матеріали Литовської метрики. Також викладав у приватній жіночій гімназії О.Виноградової (з 1886), в 2-й жіночій гімназії імператриці Марії (з 1887), у Маріїнському училищі, на Вищих жіночих курсах.
1892—93 опублікував монографію «Областное деление и местное управление Литовско-Русского государства по времени издания первого Литовского статута» (удостоєна премії ім. Г.Карпова Товариства історії і старожитностей російських і премії ім. графа С.Уварова Російської АН). 31 травня 1894 успішно захистив магістерську дисертацію на цю ж тему і зайняв посаду приват-доцента Московського університету, читав лекції з історії Литовсько-Руської держави, а також з історичної географії (від 1897) та з історії західних слов'ян (з 1899). 1900—01 видав монографію «Литовско-Русский сейм. Опыт по истории учреждения в связи с внутренним строем и внешней жизнью государства». 1901 на цю ж тему захистив докторську дисертацію і став екстраординарним професором, наступного — зайняв посаду ординарного професора. Був секретарем (1902—04, 1906—08), а потім деканом (1908—11) історико-філологічного факультету Московського університету, а також членом Т-ва історії і старожитностей російських при Московському університеті (від 1907 — його секретар).
1910 опублікував працю «Очерк истории Литовско-Русского государства до Люблинской унии включительно». У ній на ґрунті багатьох джерел з використанням відомостей географії, ґрунтознавства, економіки та права створив, зокрема, доволі цілісну картину життя конкретних соціальних станів і груп. Навів багато фактів, що засвідчили значну роль православної церкви в соціально-економічному, політичному і культурному житті російського суспільства. Доводив, що історія Литовсько-Руської держави «является в известном смысле прямым продолжением, дальнейшим развитием истории Киевской Руси», а сама Литовсько-Руська держава за своїм устроєм «имела характер федерации».
Від 1911 і до 1917 обирався ректором Московського університету. 1914 опублікував дослідження «Исторические судьбы славянства», 1917 — «История западных славян (прибалтийских, чехов и поляков)». У цих працях увів до наукового обігу багато нових фактичних матеріалів. На думку істориків, «История западных славян…» упродовж кількох наступних десятиліть залишалася єдиною фундаментальною роботою в цій галузі історіографії.
1917 обраний головою Товариства історії і старожитностей російських при Московському університеті, а також (у грудні цього року) членом-кореспогдентом Російської АН.

### Після 1917 року
Після соціально-економічних змін у країні, спричинених російською революцією 1917—1918, займав ряд відповідальних посад у Головному управлінні архівними справами (з 1918 був керівником його Московського відділення: спочатку — членом колегії, а потім — заступником голови Головархіву). Від 1919 виконував обов'язки заступника голови комісії з централізації архівних документів і їхнього видання. Став одним із авторів декрету «О губернских архивных фондах» (підготовлений 1919), працював експертом-консультантом з архівних питань у Наркоматі закордонних справ РСФРР/СРСР та в урядових комісіях. Брав участь у Ризькій конференції по укладанню мирного договору між РСФРР і Польщею (див. Ризький мирний договір між РСФРР і УСРР та Польщею 1921). Від 1920 (і до 1929) був директором Московського відділення юридичної секції Єдиного державного архівного фонду РСФРР.
Одночасно викладав на Московських курсах (1918—1930), згодом — у Московському університеті. Читав історико-архівні дисципліни. Від 1919 був заслуженим ординарним професором, з 1922 — понадштатним професором факультету суспільних наук, від 1925 — понадштатним професором етнологічного факультету Московського університету.
1929 обраний дійсним членом АН СРСР по відділенню гуманітарних наук (російська історія).
1929 опублікував монографію «Образование основной государственной территории великорусской народности».
9 серпня 1930 заарештований в «академічній справі», отримав 5 років заслання до м. Уфа (нині столиця Республіки Башкортостан, РФ). Позбавлений звання академіка.
Від вересня 1931 до січня 1935 був співробітником Башкирського НДІ національної культури.
Загалом опублікував більше 50 праць.
Помер у м. Уфа. Похований на Сергіївському кладовищі.
1967 реабілітований і поновлений у списках дійсних членів АН СРСР.